# Meurthe-et-Moselle
Meurthe-et-Moselle là một tỉnh của Pháp, thuộc vùng hành chính Grand Est, tỉnh lỵ Nancy, bao gồm 4 quận với các quận lỵ còn lại là: Briey, Lunéville, Toul.